# 2665 Schrutka
2665 Schrutka (1938 DW1) là một tiểu hành tinh vành đai chính được phát hiện ngày 24 tháng 2 năm 1938 bởi A. Bohrmann ở Heidelberg.